# 洪維晟
洪維晟是目前任職於國立清華大學、高雄科技大學等多所學校的兼任教師。其研究領域為早期台灣地方史、潮州移民史。認為歷史研究應該普及於生活之中，參與公眾史學教育。

## 求學經歷
從小喜愛閱讀地理相關書籍。由於國高中時反感於當時較嚴厲的教育環境，而於大學聯考時失利，而後一邊就讀大學一邊準備轉學考。最後成功轉入國立嘉義大學史地系（今歷史應用學系）。因於史地系就讀時常須進入田野接觸人群、了解當地歷史文化，而深化了對歷史的興趣，準備報考歷史研究所。

因史地系培訓與傳統歷史學研究方法並不相同，而在研究生涯初期遭遇困境。此時影響其深遠的導師翁佳音（現中央研究院台灣史研究所副研究員）給予其諸多建議，並傳授較嚴謹的史學研究方法。

## 研究轉折
初期因其史地系背景，而對區域歷史較感興趣，在與指導教授討論下選定多族群的屏東萬金庄做為研究地。在研究此一題目時，發現早期漢人社會中存在大量移民傳統，且屏東地區與廣東沿海潮州多有往來，因而轉向研究潮州移民史。

## 學位論文
- 碩士論文〈帝國邊區的村落、族群與歷史：以屏東萬金庄為中心討論（1861-1945）〉[2]
- 博士論文〈近代初期（16-18世紀）潮州人的商業活動〉[3]

## 期刊著作
- 〈近代臺灣山地與平原的交換（易）活動初探──以屏東萬金庄為例 〉，《台灣史學雜誌》8期，2010年6月，臺北，頁42-61。[4]
- 〈近十年來中國大陸的「華南地方史」研究：以《歷史人類學學刊》與《歷史．田野叢書》為例〉，《暨南史學》16期，2013年7月，頁123-160。[5]
- 〈臺灣地名史的新篇章：評介翁佳音等著，《大灣大員福爾摩沙》〉，《季風亞洲研究》 3期2016年10月，頁139-149。[6]